# Элоиза (Клан Сопрано)
«Элоиза» (англ. «Eloise») — пятьдесят первый эпизод телесериала канала HBO «Клан Сопрано» и двенадцатый в четвёртом сезоне шоу. Сценарий написал Теренс Уинтер, режиссёром стал Джеймс Хейман, а премьера состоялась 1 декабря 2002 года.

## В ролях
- Джеймс Гандольфини — Тони Сопрано
- Лоррейн Бракко — д-р Дженнифер Мелфи *
- Эди Фалко — Кармела Сопрано
- Майкл Империоли — Кристофер Молтисанти *
- Доминик Кьянезе — Коррадо Сопрано-мл.
- Стивен Ван Зандт — Сильвио Данте
- Тони Сирико — Поли Галтьери
- Роберт Айлер — Энтони Сопрано-мл.
- Джейми-Линн Сиглер — Медоу Сопрано
- Дреа де Маттео — Адриана Ля Сёрва *
- Аида Туртурро — Дженис Сопрано *
- Федерико Кастеллуччио — Фурио Джунта
- Джон Вентимилья — Арти Букко
- Винсент Куратола — Джонни Сэк
- Стивен Р. Ширрипа — Бобби Баккалиери

* = указаны только

### Приглашённые звёзды
- Рэй Абруццо — Маленький Кармайн Лупертацци
- Шэрон Анджела — Розали Април
- Фрэн Энтони — Минн Матроне
- Анна Бергер — Куки Кирилло
- Элейн Бромка — Эллен Макдермотт
- Карл Капоторто — Маленький Поли Джермани
- Макс Каселла — Бенни Фацио
- Дэн Каслман — истец Каслман
- Мэттью Дель Негро — Брайан Каммарата
- Франс Эсемпларе — Нуччи Галтьери
- Роберт Фунаро — Юджин Понтекорво
- Джозеф Р. Ганнасколи — Вито Спатафоре
- Майкл Годути — Альфи
- Джерри Грейсон — Марти Шварц
- Дэн Гримальди — Пэтси Паризи
- Кевин Интердонато — Догси
- Уилл Яновиц — Финн ДеТролио
- Тони Лип — Кармайн Лупертацци
- Марк Лотито — Дэйв Фуско
- Брюс Маквитти — Дэнни Скалерсио
- Джеффри М. Марчетти — Пити
- Брайан Маккормак — Грег Эрвитт
- Эван Ньюман — Колин Макдермотт
- Алекса Палладино — Аллесандра
- Ричард Портноу — адвокат Мелвойн
- Джо Пуцилло — Беппи Шербо
- Гэй Томас-Уилсон — медсестра
- Ричард Витиелло — Джои Намберс
- Бадди Фицпатрик — доктор в травмпункте
- Чак Люкович — Формен

## Сюжет
Когда суд Дяди Джуниора завершается, Юджин Понтекорво и Догси находят присяжного Дэвида Скалерсио, пока он в магазине за покупками со своим сыном, и запугивают его.
Пообещав Тони, что он поговорит с Кармайном-ст. об уменьшении своих требований в споре за схему HUD, Маленький Кармайн отправляется в Нью-Джерси, чтобы сдержать своё слово за игрой в гольф со своим отцом и Джонни Сэком. Когда Кармайн-ст. прибывают, Джонни и Маленький Кармайн утверждают план. Но когда Кармайн-ст. хвалит жёсткий подход Тони и упоминает, что Тони мог быть ему как сыном, Маленький Кармайн становится ревнивым. Он унижает Тони и предполагает, что проблема находится в чересчур дружеских отношениях Тони с Джонни. Это задевает нерв Кармайна-ст., который становится раздражённым, разносит свой гольф-клуб и отказывается отступать. Джонни явно раздражён сменой в тактике Маленького Кармайна. Он позже встречается с Тони и Сильвио в новом ресторане Кармайна и предлагает малый компромисс; Тони, злобный отчасти потому, что Кармайн не будет иметь дело с ним лицом к лицу, отвергает это немедленно, и позже приказывает разгромить ресторан.
Кармайн использует своё влияние, чтобы свернуть работу над спорным проектом, Esplanade. Тони решает подождать, пока не закончится спор, ожидая, что финансовые потери с обеих сторон быстро заставят Кармайна пойти на компромисс. Джонни Сэк встречается с Тони и увеличивает вероятность убийства Кармайна, удивляя Тони.
В доме Сопрано, Кармела и Энтони-мл. обсуждают доклад, который он пишет по «Билли Баду» Германа Мелвилла. Бесчеловечное поведение Тони по отношению к Кармеле гневит Фурио, который уже с трудом сдерживал себя, когда Тони называет свою жену "капризной сукой". Тони по-прежнему не замечает растущее романтическое напряжение между Кармелой и Фурио. Кармела позже приходит в дом Фурио, чтобы обсудить декорирование, но возможная эскалация сексуальной напряжённости прервана одним из контракторов её отца.
Тони, Фурио и другие члены команды идут в казино, принадлежащее коренным американцам, в Коннектикуте. Пока большинство пьянствуют, Фурио стоит в стороне. Позже, когда пьяная команда готовится погрузиться на борт вертолёта казино для полёта домой, Фурио хватает Тони за рубашку и кажется, что он еле-еле сдерживается, чтобы не затолкать Тони во вращающийся хвостовой ротор. Фурио говорит расстроенному Тони, что он стоял слишком близко к лопастям. На следующий день, Фурио не появляется, чтобы забрать Тони, когда ожидалось, и Кармела и Тони узнают, что он внезапно вернулся в Италию. Кармела и Розали ужинают в Nuovo Vesuvio. Когда Розали предполагает, что Тони принял меры против Фурио, она становится обезумевшей и позже видна, проводящей время одной, плача.
Мать Поли Галтьери, Нуччи, попадает в небольшую автомобильную аварию - она пассажир на заднем сидении, когда её подруга, Минн Матроне, врезается в машину на парковке. Поли упрекает Минн в травмпункте, куда привезли женщин; врач также спрашивает про её зрение. Позже, Поли обедает с Нуччи, Минн и ещё одной их подругой, Куки, и подслушивает, что Минн хранит свои сбережения у себя дома, под её матрасом. После того, как жёсткий разговор с Сильвио по поводу его верности к семье раскрывает несчастье Тони с его снижением финансовых взносов, Поли бежит к Кармайну-ст. на семейную свадьбу, только чтобы узнать, что Джонни Сэк не информировал нью-йоркского босса о его предыдущий предположениях о смене в верности, на самом деле, он даже не знает, кто он. Глубоко потрясённый, Поли решает выкрасть денежные средства Минн Матроне, чтобы восполнить его дефицит к Тони. Когда неожиданно становится ясно, что она была в квартире всё это время во время ограбления, она натыкается на него в своей спальне, узнав его. Она угрожает вызвать полицию и затем начинает кричать. Поли хватает её и душит её подушкой. Он затем берёт большой конверт денег для Тони.
Семейный ужин, на котором должны познакомиться с новым парнем Медоу, Финном ДеТролио, в её квартире рядом с Колумбией, в дальнейшем раззбадривает Кармелу. Она ввязывается в спор по поводу «Билли Бада» с Медоу и её соседями, когда она яростно отстаивает то, что там нет гомосексуальных тем, как литературный критик Лесли Фидлер и другие интерпретируют. Их ежегодный выход матери и дочери на день рождения по картиной «Элоиза» в отеле Плаза быстро превращается во враждебные пререкания. Кармела жалуется Тони о своих разногласиях с Медоу. Медоу узнаёт от Энтони-мл. о визитах их матери в доме Фурио и о её депрессии с тех пор, как он уехал. Тони позже приближается к Медоу, готовясь к лыжной поездке в Монреале, для откровенного разговора о Кармеле и раскрывает удивлённой Медоу, что оба он и Кармела ходили на пару сеансов консультирования (к доктору Мелфи), где он узнал, что Кармела может чувствовать себя "неудовлетворённой", и предлагает Медоу, чтобы она относилась к своей матери более сдержанно. Медоу спрашивает, всё ли это, о чём Тони подозревает, но, когда он говорит да, она ничего не раскрывает о Фурио. Ложась спать, Тони снова беседует с Кармелой о Медоу, стараясь помирить их; когда он спрашивает свою жену, видя, как Медоу превращается в "умную, красивую, независимую женщину" не то, чего она всегда хотела, Кармела смотрит на стену, казалось бы, глубоко задумавшись, а затем отвечает бесчувственным тоном: "Да."

## Впервые появляется
- Финн ДеТролио: новый парень Медоу, стремящийся пойти в стоматологическую школу.

## Умерла
- Минн Матроне: задушена Поли Уолнатсом после того, как он попытался украсть её деньги и она поймала его с поличным.

## Последнее появление
- "Элоиз" подчёркивает последнее появление персонажа Фурио Джунты, солдата преступной семьи ДиМео/Сопрано, импортированного из семьи Каморры Аннализы Цукки в Италии. Фурио в следующих эпизодах только упоминается.

## Название
- Название ссылается к портрету, «Элоиза», в отеле Плаза, который основан на одноимённых книгах. У Кармелы и Медоу есть традиция, упомянутая в пилотном эпизоде, обедать, сидя перед этой картиной.

## Отсылки к другой медии
- Постер «Topdog/Underdog», пьесы Сюзан-Лори Паркс, получившей Пулитцеровскую премию в 2002 году, висит в новой квартире Медоу.
- Когда Медоу упоминает о лыжной поездке со своими друзьями, Кармела предупреждает её быть осторожной, и помнить о том, что случилось с Сонни Боно. Певец, актёр и политик Боно умер из-за несчастного случая, катаясь на лыжах, в январе 1998 года.
- Семья Сопрано и друзья Медоу обсуждают роман Германа Мелвилла «Билли Бадд» и действительно ли можно найти гомосексуальный подтекст в нём. В ходе обсуждения, один из друзей Медоу отмечает, что Теренс Стэмп играл не только в «Билли Бадде», но и в «Присцилле, королеве пустыни».
- Энтони-мл. также читает новеллу Томаса Манна «Смерть в Венеции».
- Энтони-мл. носит рубашку Primal Scream, разговаривая с Медоу в своей спальне.
- Ближе к концу эпизода, Кармела смотрит по телевизору фильм «Как выйти замуж за миллионера».
- Фурио носит рубашку и спортивный костюм от S.S.C. Napoli, когда он идёт к дому Сопрано, чтобы забрать Тони.

## Музыка
- Песня, играющая во время визита семьи Сопрано Медоу в Нью-Йорке - "New Slang" The Shins.
- Песня, играющая на заднем плане в сцене между Сильвио и Поли - кавер песни "The Small Hours" Holocaust от Metallica.
- Песня, играющая в офисе Бада Бинга, когда Поли даёт Тони большой конверт денег (после убийства и ограбления Минн Матроне) - "Real Fonky Time" Dax Riders.
- Песня, играющая во время финальных титров - "Little Bird" Энни Леннокс.